# Gramschatzer Wald (gemeindefreies Gebiet)

Lage Gramschatzer Wald

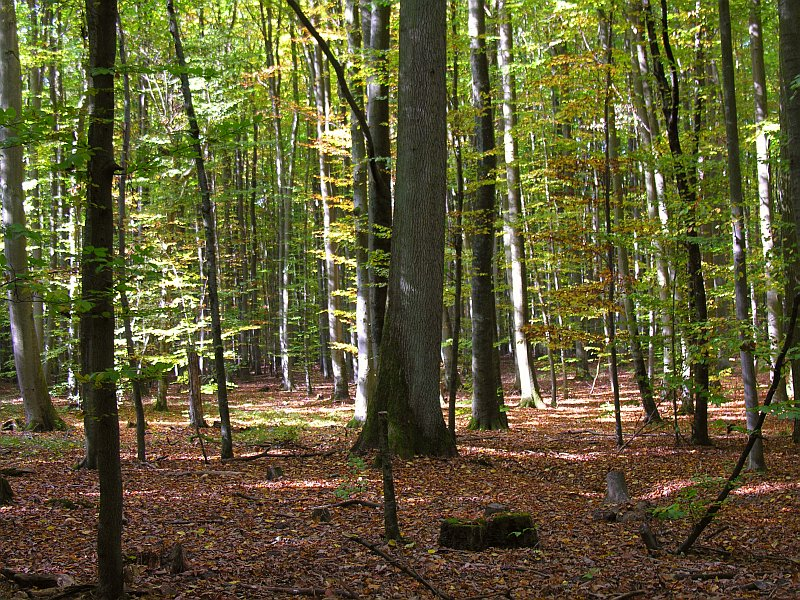
Gramschatzer Wald mit seiner typischen Laubwald-Prägung

Das gemeindefreie Gebiet Gramschatzer Wald liegt im unterfränkischen Landkreis Würzburg in Bayern.

## Geographie
Das 22,27 km² große Gebiet ist ein Teil des gleichnamigen Waldes Gramschatzer Wald und grenzt an Arnstein, Hausen bei Würzburg, Rimpar, Unterpleichfeld, Güntersleben und Retzstadt. Namensgebend ist der nordöstlich liegende Ortsteil Gramschatz der Marktgemeinde Rimpar. Das Gebiet ist Bestandteil des FFH-Gebiets Gramschatzer Wald.